# Masalia rosastrigata
Masalia rosastrigata là một loài bướm đêm trong họ Noctuidae.